# Д'Арвілл Мартін
Д'Арвілл Мартін (англ. D'Urville Martin) — американський актор та режисер кіно та телебаченні. Він знімався у численних фільмах 1970-х років у жанрі blaxploitation. Народившись у Нью-Йорку, Мартін розпочав свою кар'єру в середині 1960-х, та незабаром знявся у таких відомих фільмах, як «Чорний як я» і «Вгадай, хто прийде на обід». У своїй кар'єрі Мартін також срежисував такі фільми, як фільми, серед яких «Долемайт», з Руді Рей Мур в головній ролі.

## Особисте життя
Д'Арвілл Мартін народився в Нью-Йорку у 1939 році. Від першого шлюбу з Френсіс Л. Джонсон у нього народилась донька Дебра. У другому шлюбі з Лілліан Фергюсон, на який він одружився у 1966 році, у нього двоє дітей. Мартін помер від серцевого нападу в Лос-Анджелесі в 1984 році у віці 45 років.

## Кар'єра
Перша роль Мартіна зіграв у фільмі «Чорний як я» (1964). Потім у нього були невеликі ролі у фільмах «Вгадай, хто прийде на обід» (1967) («Френкі», у автомобіль якого випадково влетіла Трейсі) та «Дитина Розмарі» (1968) («Дієго», оператор ліфту).
Пізніші фільми Д'Арвіля Мартіна у жанрі blaxploitation, починаючи з «Легенда про ніґґера Чарлі» (1972) році і протягом наступного десятиліття до фільму «Ведмідь» (1983). У «Легенді про ніґґера Чарлі» Мартін зіграв Тобі, друга-втікача Чарлі. Він зіграв цю роль у двох сиквелах фільму: «Душа ніґґера Чарлі» (1973) та «Босс Ніґґер» (1975).
Мартін також зіграв у інших відомих блексплуатаційних стрічках з Фредом Вільямсоном, таких як «Хаммер» (1972), «Чорний Цезар» (1973) та «Чортівня у Гарлемі» (1973).

## Спадщина
«Долемайт» виявився гідним представником фільмів епохи blaxploitation, який відміно висміяли у стічці «Чорний динаміт» (2009). Історик Тодд Бойд робить висновок, що стиль Долемайта Руді Рея Мура надихнув таких реперів, як Snoop Dogg та The Notorious BIG.
Мартін був режисером фільму «Долемайт» (1975) з Руді Реєм Муром. Окрім режисерства, Мартін зіграв антагоніста Віллі Гріна. У фільмі 2019 року про Мура та створення «Долемайта» — «Моє ім'я Долемайт» - Мартіна зіграв Веслі Снайпса. У стрічці, Мартін зображується як неохочий учасник проекта фільму «Долемайт», а роль режисера регулярно узурпується Муром.
| Рік      | Назва                      | Роль              | Примітки            |
| -------- | -------------------------- | ----------------- | ------------------- |
| 1964     | Чорний як я                |                   |                     |
| 1967     | Вгадай, хто прийде на обід | Френкі            |                     |
| 1968     | Дитина Розмарі             | Дієго             |                     |
| 1968     | Час співати                | Люк Гарпер        |                     |
| 1970     | Людина-кавун               | Водій автобусу    |                     |
| 1972     | Легенда про ніґґера Чарлі  | Тобі              |                     |
| 1972     | Фінальний відлік           | Біллі Джо Ешлі    |                     |
| 1972     | Хаммер                     | Сонні             |                     |
| 1973     | Чорний Цезар               | Преподобний Руфус |                     |
| 1973     | Книга чисел                | Біллі Боулгес     |                     |
| 1973     | Душа ніґґра Чарлі          | Тобі              |                     |
| 1973     | П'ять на чорній стороні    | Букер Т.          |                     |
| 1973     | Чортівня у Гарлемі         | Преподобний Руфус |                     |
| 1975     | Босс Ніґґер                | Амос              |                     |
| 1975     | Шеба, крихітко             | Пілот             |                     |
| 1975     | Долемайт                   | Віллі Грін        | Також режисер       |
| 1976     | Смертельна подорож         | Детектив Дон      |                     |
| 1976     | Сліпа лють                 | Віллі Блек        |                     |
| 1976     | Чорний самурай             |                   | В титрах невказаний |
| 1983 рік | Великий рахунок            | Ізі               |                     |
| 1984 рік | Ведмідь                    | Біллі             |                     |